# 김문왕
김문왕(? ~665년, 金文王, ? ~ 665년)은 태종무열왕의 세 번째 아들이다.

## 개요
문무왕의 동생으로 648년 진덕여왕때 당나라에 가서 좌무위장군(左武衛將軍)이 되었다.
655년 태종무열왕때 귀국하여 이찬(伊飡)을 거쳐 658년 시중(侍中)에 임명되었다. 661년 백제부흥군과 사비성(泗沘城) 부근에서 싸웠다.
구당서(舊唐書)에는 문정(文正), 책부원구(冊府元龜), 신당서, 자치통감, 삼국사기등에는 문왕(文王), 동국통감, 동사강목등에는 문왕(文汪)으로 기록되어 있다.
삼국사기, 삼국유사, 증보문헌비고, 조선씨족통보 등의 문헌에는 김문왕의 가계는 기록되어 있지 않은데, 강릉 김씨는 김문왕의 후손이라 한다.

## 가계
- 7대조부 : 습보갈문왕(習寶 葛文王)
- 7대조모 : 조생부인(鳥生夫人)
- 6대조부 : 지증왕(智證王)
- 6대조모 : 연제부인(延帝夫人)
- 현조부 : 입종갈문왕(立宗葛文王)
- 현조모 : 지소태후(只召太后)
- 고조부 : 진흥왕(眞興王)
- 고조모 : 사도왕후(思道王后)
- 증조부 : 진지왕(眞智王)
- 증조모 : 지도부인(知道夫人)
- 조부 : 김용수(金龍樹)
- 조모 : 천명공주(天明公主)
- 부왕 : 태종 무열왕(太宗武烈王, 603~661재위:654~661
- 모후 : 문명왕후(文明王后) - 김유신의 여동생
  - 왕자 : 김문왕(金文王, ? ~665)‐강릉 김씨의 선조
  - 부인 : 미상
    - 아들 : 김대충(金大忠)
    - 며느리 : 미상
      - 손자 : 김사인(金思仁)
      - 손자 며느리 : 미상
        - 증손 : 김유정(金惟正)
        - 증손 며느리 : 연화부인(蓮花夫人)
          - 고손 : 김주원(金周元)
          - 고손 며느리 : 정숙왕후(貞淑王后)
            - 현손 : 김종기(金宗基) - 여러 관직을 지내고 제3관등인 소판(蘇判)을 지낸 뒤, 집사성(執事省) 시중(侍中)을 지냈다.
            - 현손 며느리 : 미상